# El Prat (les Llosses)
El Prat és una masia de les Llosses inclosa a l'Inventari del Patrimoni Arquitectònic de Catalunya.

## Descripció
És una masia de planta quadrangular, que consta de planta baixa, un pis i golfes. Té la façana principal a la part de ponent, al davant de la qual hi ha una era de batre amb cairons. Al cos original s'hi afegí una nova edificació al costat de tramuntana, amb igual alçada que aquell. La coberta és de teules i de dues vessants. A la façana sud s'hi pot veure una galeria a l'altura del primer pis, que pertany a la part adossada al cos originari. El fet que estigui abandonada quant a residència ha accelerat el seu estat de destrucció. La seva estructura interna és la pròpia d'una casa de pagès, i els sostres i escales són en bona part de fusta.

## Història
La construcció actual va substituir-ne una d'anterior que duia el mateix nom. L'edifici que podem veure data del segle xviii, concretament del 1755, segons es desprèn de dues magnífiques llindes de la façana principal ("Pere Capdevila me ha feta fe" i "Als 14 de abril de any 1755 se ha fet lo mas Sovellas Nou"). El creixement de la casa per la part de tramuntana tingué lloc al segle passat (1851 i 1872), dates de les que en conservem dues llindes amb les inscripcions: "Pere Capdevila de Bila 1872" i "Benedicite Fontes Domino 1851". La dificultat que presenten els seus accessos ha propiciat l'abandonament, i actualment ha esdevingut una cabana pel bestiar.